# Джумабаева, Юлдуз
Юлдуз Алымбаевна Джумабаева (туркм. Ýulduz Alymbaý gyzy Jumabaýewa; 22 апреля 1998) — туркменская тяжелоатлетка. Чемпионка мира 2018 года и бронзовый призёр чемпионата Азии 2017 года. Многократная чемпионка Туркменистана. Мастер спорта Туркменистана.

## Карьера
Юлдуз Джумабаева родилась 22 апреля 1998 года. Начала заниматься спортом в 2010 году. На это решение повлиял её дядя Зерипбай Керимбаев, который является тренером по тяжелой атлетике. В настоящий момент её тренером является Ахмет Сарыев. Студентка Туркменского государственного института физической культуры..
Приняла участие в Играх исламской солидарности 2017 года, где улучшила собственные рекорды, подняв 82 килограмма в рывке и 107 кг в толчке, но до медали не добралась, заняв четвёртое место. На взрослом чемпионате Азии 2017 года в весовой категории до 48 кг Юлдуз завоевала бронзовую медаль, показав общий результат 165 кг. При этом она стала третьей в рывке и второй в толчке. Юлдуз приняла участие в Азиатских играх по боевым искусствам и состязаниям в помещениях в Ашхабаде, где подняла в сумме 189 кг и заняла второе место, уступив 1 килограмм китаянке Сяо Хуэйнин.
На чемпионате мира 2017 года в Анахайме спортсменка не квалифицировалась в итоговом протоколе, так как не сумела взять вес в рывке. Несмотря на это, она приняла участие во второй части соревнований, толкнув 95 кг.
На чемпионате Азии среди юниоров 2018 года заняла третье место, показав итоговый результат 164 кг.
В начале ноября 2018 года на чемпионате мира в Ашхабаде, туркменская спортсменка в весовой категории до 45 кг завоевала серебряную медаль в общем зачёте с результатом 179 кг. Она также стала обладательницей малых медалей в рывке (бронза) и толчке (серебро). При этом судьи сначала не засчитали её попытку, принёсшую медаль в толчке, однако уже после окончания соревнований одобрили протест.
В январе 2019 года допинг-пробы тайских спортсменок, среди которых оказалась опередившая Джумабаеву чемпионка мира Сукхароен, показали наличие запрещённых препаратов. В декабре 2019 года она была дисквалифицирована, а Джумабаева переместилась на первое место. В марте 2021 года городка Ашхабада при участии Президента Туркменистана Гурбангулы Бердымухамедова состоялась церемония награждения туркменской спортсменки. Тяжелоатлетка получила в подарок автомобиль Lexus LX570 Sport Plus и награждена медалью «За любовь к Отечеству».

## Награды и звания
- Медаль «За любовь к Отечеству» (10 марта 2021 года) — за большой личный вклад в укрепление независимости Туркменистана, развитие в стране спорта высших достижений, а также учитывая большие успехи в спорте, заслуги перед государством[21].